# Ed Czerkiewicz
Adolf C. Czerkiewicz (ur. 5 marca 1913 w West Warwick, Rhode Island, zm. 7 stycznia 1990 w Warwick), amerykański piłkarz polskiego pochodzenia. Na boisku występował jako prawy obrońca, który spędził osiem sezonów w American Soccer League i był też zawodnikiem kadry Stanów Zjednoczonych na mistrzostwach świata.